# Гнедичи
Гнедичи (укр. Гнідичі) — старинный малороссийский дворянский род, происходивший из старшины Гетманщины и Слободской Украины (после перехода Котельвы из Гадяцкого полка в Ахтырский).

## Происхождение и история рода
Потомство знатного войскового товарища (1677) Якова Гнедича, старший сын которого Анисим был сотником котельвянским (сотниками в Котельве были также, последовательно, его сын Роман Анисимович, внук Осип Романович, правнук Петр Осипович), «славетным паном» (1690), а второй Мелетий — иеромонахом. 
Из этого рода (внук вышеупомянутого сотника Петра Осиповича Гнедича) переводчик «Илиады» — Николай Иванович (1784—1833), 22.06.1851 в чине надворного советника, жалованный дипломом на потомственное дворянское достоинство.
Род Гнедичей, по непредставлению достаточных доказательств, записан во II и III части родословных книг (по личным заслугам) губерний: Полтавской, Харьковской и Санкт-Петербургской. Рязанский род Гнедичей происходит от их харьковской ветви.

## Описание герба
На золотом щите чёрного цвета якорь с анкерштоком и кошка, положенные накрест, с дубовыми на лапах их венками, и лазуревая вершина, на которой изображён золотой рог изобилия, наполненный цветами.
На щите дворянский коронованный шлем. Нашлемник: два чёрных орлиных крыла, с серебряными на них шестиугольными звёздами. Намёт на щите справа — лазуревый, а слева — чёрный, подложенный золотом. Герб Гнедичей внесён в Часть 4 Сборника дипломных гербов Российского Дворянства, невнесенных в Общий Гербовник, стр. 54.